# Ley marco del sistema nacional de gestión ambiental
La Ley marco del sistema nacional de gestión ambiental, o ley n.° 28245 es una normativa peruana promulgada  el 4 de junio de 2004, es una legislación en Perú cuyo propósito principal es garantizar el cumplimiento efectivo de los objetivos medioambientales de las entidades gubernamentales, reforzar la colaboración intersectorial en la gestión ambiental y clarificar los roles asignados al Consejo Nacional del Ambiente (CONAM), así como a las entidades sectoriales, regionales y locales en el ejercicio de sus responsabilidades ambientales. Esto se realiza con el fin de asegurar que estas entidades desempeñen adecuadamente sus funciones y evite en el ejercicio de ellas superposiciones, omisiones, duplicidad, vacíos o conflictos.

## Definiciones
En esta ley se define Sistema de Gestión Ambiental de la siguiente manera:

El Sistema de Gestión Ambiental es la parte de la administración de las entidades públicas o privadas, que incluye la estructura organizacional, la planificación de las actividades, las responsabilidades, las prácticas, los procedimientos, los procesos y los recursos para desarrollar, implementar, llevar a efecto, revisar y mantener la política ambiental y de los recursos naturales.
Reglamento de la Ley Nº 28245

## Estructura del contenido
La ley consta de 7 títulos, 37 artículos y 3 disposiciones complementarias. Los títulos son los siguientes:
- Título I - Sistema nacional de gestión ambiental
- Título II- Gestión Ambiental
- Título III- Autoridad Ambiental Nacional
- Título IV- Ejercicio sectorial de las funciones Ambientales
- Título V- Ejercicio regional y local de funciones Ambientales
- Título VI- Sistema nacional de información Ambiental
- Título VII- Educación Ambiental